# Budo Sento Championship
Budo Sento Championship (BSC), également connu sous le nom de Budo SC, est une organisation mexicaine de sports de combat fondée en 2020, qui promeut les événements d'arts martiaux mixtes (MMA), de grappling et de muay thaï.

## Histoire
Début 2020, la création d'un nouveau promoteur de MMA au Mexique a été annoncée, qui s'appellerait « Budo Sento Championship ». Iván Macías (fondateur) a mentionné que, compte tenu de l'activité de loisirs croissante résultant de la pandémie de COVID-19 dans le pays, il a été encouragé à lancer la promotion. Certains fans ont vu sa naissance comme une autre alternative aux autres grands promoteurs mexicains de MMA, LUX Fight League et Ultimate Warrior Challenge Mexico; Cependant, contrairement à eux, le BSC organise des événements dans divers sports de combat.
Le premier événement du BSC était le « BSC Volume 1 » qui s'est tenu le 14 novembre au Foro Radi de Mexico, et l'événement principal était un combat de poids mouche entre Wilson Reis et Carlos Briseño, où le premier a remporté la victoire par soumission au deuxième round,.